# Faro de Zumaya
El faro de Zumaya es un faro situado en el monte Atalaya, en la localidad de Zumaya, sobre la orilla oeste del estuario del río Urola, en la provincia de Guipúzcoa, País Vasco, España. Está gestionado por la autoridad portuaria del Puerto de Pasajes.

## Historia
Fue construido en 1882 por el ingeniero Francisco Lafarga. La linterna por su parte fue construida en 1925 por Maquinista Valenciana, que también realizó su renovación en julio de 1985.